# لاري غرانت
لاري غرانت (بالإنجليزية: Larry Grant)‏ (و. 1985  م) هو لاعب كرة قدم أمريكية، من الولايات المتحدة، ولد في سانتا روسا، كاليفورنيا، يلعب كظهير ‏.

## التعليم
تعلم في جامعة ولاية أوهايو.